# Adelskalendere i Det Forenede Kongerige
Adelskalenderen i Det Forenede Kongerige (eng. The Peerage(s) in the United Kingdom) er et juridisk system bestående af både arvelige og levetids titler (dvs. at titlerne ikke kan blive arvet af efterkommere, men kun besiddes af én enkel person), sammensat af forskellige ædle rækker, og udgør den største bestanddel af det britiske æresbevisnings system. Udtrykket adelskalender (eng. Peerage) kan bruges både kollektivt til at henvise til hele gruppen af adelige, og individuelt til at henvise til en bestemt titel. Besiddere af titler i adelskalenderne bliver betegnet som "Peer of The Realm" Dansk: "Højadelig (Højadlen) af Riget"
En "peer of the realm" er en person, der besidder en (eller flere) af fem mulige titler (hertug, Markis, earl, viscount, baron) arvet fra en direkte forfader eller skænket til ham af monarken. I de feudale tider, var medlemmerne af højadlen (peers) vasaller til monark (dvs. tjenere, der svor en ed af loyalitet til gengæld for beskyttelse eller len – en arv af jord eller penge). Disse baroner blev jævnligt indkaldt til rådgive Parlamentet, og dannede baggrunden for House of Lords.
Historisk set var Adelskalenderen dannet af et tæt sammensnøret gruppe af magtfulde adelsmænd, som var indbyrdes forbundne gennem blod og ægteskab i succesfulde generationer, og meget beskyttende om deres ejendom og rettigheder. Deres formuer steg og faldt efter rigets stabilitet og regentens holdning til dem. Tudorerne, for eksempel, henrettede, fængslede eller undertrykte næsten hver adelsmand, der havde nogen Plantagenet blod i hans årer, og i stedet skabte de et nyt aristokrati, fra de mindre grene af de gamle familier og fra landadel og ridderlige klasser.
Efterfølgende ændringer af Adelskalenderen af kongehusene Stuart, Hannover og Windsor har ligeledes bragt nyt blod og nye titler til adelskalenderen.
Regenten, er traditionelt set "kilden til ære", og kan derfor ikke kan besidde en britisk adelstitel, da hun er hævet over dem (selvom den britiske regent, om mand eller kvinde, uformelt besidder titlen "Hertugen (Hertuginden) af Lancaster"). Alle britiske undersåtter, der var hverken Royal eller "Peers of the Realm" blev tidligere kaldt almue, uanset rigdom eller andre sociale faktorer, derfor alle medlemmer af en højadelig's familie (teknisk) almue også; det britiske system adskiller sig således sig fundamentalt fra kontinentale europæiske versioner, hvor hele familier, snarere end personer, blev adlet. Adel i Storbritannien er baseret på titel i stedet for afstamning, og tilsvarende The Princess Royal (prinsesse Anne) der nyder Royal status som datter af dronningen, har valgt sine børn til at være almue ved at nægte tilbud af titler til dem, trods deres status som børnebørn af regenten (qv. Peter Phillips og Zara Tindall).

## Oprettelse og arv af titler
Oprettelsen og skabelsen af titler i adelskalenderen er et kongeligt prærogativ. I moderne tider er alle adelskalendere oprettet af patentbreve. Patentbrevet, som er en pergament forsynet med store segl (eng. Great Seal), men ingen signatur, beskriver, hvordan titlen kan gå ned i arv efter døden af den person, der er blevet adlet – dette kaldes en "remainder", på dansk findes der ikke en direkte oversættelse, og det ville blive oversat til noget i retning af "tilbagebliver", (Man efterlader altså en beskrivelse (tilbagebliveren) af hvordan titelen skal gå i arv).
Normalt er der en begrænsning på remainder'en, dvs titlen er begrænset til lovligt enbårne livsarvinger af den afdøde, altså legitime efterkommere, men nogle patentbreve indeholder en særlig remainder, hvorved andre medlemmer af familien (for eksempel, døtre, brødre eller søstre eller deres børn) kan arve titlen. Disse særlige remainders bliver ofte skabt til personer, som ikke ar nogen mandlige efterkommere.
Før oprettelsen af adelskalender ved remaindere blev almindeligt, blev de tidlige engelske baronier lavet af en stævning til rådgivere eller Parlamentet. Selvom en baron's efterfølger ikke nødvendigvis fik en lignende stævning, gjorde efterfølgere af de vigtigere baroner generelt, og på den måde opstod en såkaldt arvelig Baroniet gradvist.

## Adelskalendernes opdeling
I Det Forenede Kongerige sameksisterer fem adelskalender, nemlig:
- Englands Adelskalender — indeholder titler skabt af kongerne og dronningerne af England før Act of Union i 1707.
- Skotlands adelskalender — Indeholder titler skabt af kongerne og dronningerne af Skotland før Act of Union i 1707.
- Irlands adelskalender (fra før 1801) — Indeholder titler skabt til Kongeriget Irland før unionsloven i 1801, og nogle titler, der oprettes senere.
- Storbritanniens adelskalender — Indeholder titler skabt for Kongeriget Storbritannien mellem 1707 og 1801.
- Det Forenede Kongeriges Adelskalender — Indeholder de fleste titler skabt siden 1801 til nutiden.

## Referenceliste
1. ↑  Debrett's Peerage, Hentet d. 2/7 2019
2. ↑  British Titles and Orders of Precedence, Hentet d. 2/7 2019